# Linnea Pettersson
Linnea Pettersson (født 28. juni 1995 i Kiruna, Sverige) er en svensk håndboldspiller, der spiller for HSG Blomberg-Lippe i Handball-Bundesliga Frauen og Sveriges kvindehåndboldlandshold.
Hun fik debut på det svenske A-landshold den 21. april 2021, mod Ukraine. Hun blev også udtaget blandt landstræner Tomas Axnérs udvalgte trup ved VM i kvindehåndbold 2021 i Spanien, som reservespiller.

## Meritter
- Svensk handbollselit:
  - Vinder: 2014, 2015, 2016, 2018, 2019
  - Sølv: 2017